# Gwara wrocławska

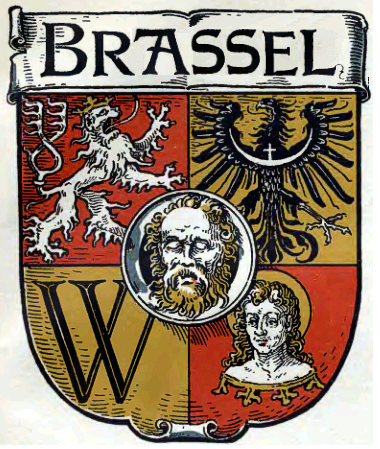
Brassel – Wrocław w dialekcie śląskim języka niemieckiego

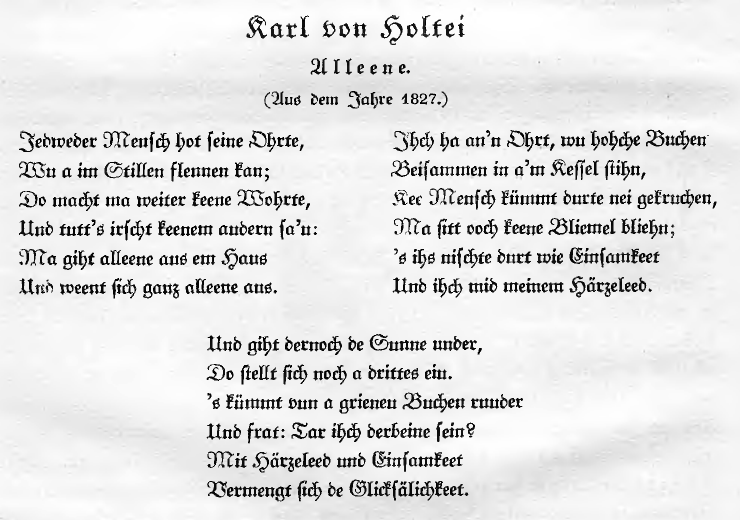
Alleene – wiersz napisany w gwarze wrocławskiej

Gwara wrocławska (w gwarze Brasselsche Mundoart; niem. Breslauer Mundart, Breslauische Mundart) – dawna gwara dialektu śląskiego języka niemieckiego.

## Obszar występowania
Gwara była używana we Wrocławiu. Po drugiej wojnie światowej, w efekcie wysiedlenia Niemców z okolic Wrocławia, gwara ta jest używana sporadycznie, jedynie we Wrocławiu i przez wysiedloną diasporę. Gwarze tej zagraża wymarcie.

## Różnice językowe[1]
- W miejsce zwyczajnej formy zdrobnienia „chen” używano „l”. Na przykład: Bänkchen – Bänkl, Brötchen – Brötl, Gärtchen – Gärtl, Stöckchen – Steckl, Würstchen – Würschtl
- Dodawano „e” do rzeczowników, na przykład: Bank – Banke; Schrank – im Schranke
- „ü” zostało zastąpione literą „i”, na przykład: Küche – Kiche
- „rt” zostało zamienione przez „tt”, na przykład: Torte – Totte
- W wielosylabowych słowach akcent zazwyczaj padał na drugą sylabę: Adalbertstraße, Tunnel – Tunell, Karussell – Karussel

## Przykładowe wyrazy i zwroty
| Gwara wrocławska      | Język niemiecki lub znaczenie                                  | Język polski                                                   |
| --------------------- | -------------------------------------------------------------- | -------------------------------------------------------------- |
| a wing                | ein bisschen                                                   | trochę                                                         |
| Baabe                 | Sandkuchen                                                     | babka piaskowa                                                 |
| Bloor Hübe            | Blauer Hügel (von Breslau)                                     | Sobótka jako „niebieskie wzgórze (Wrocławia)”                  |
| Brassel               | Breslau                                                        | Wrocław                                                        |
| Dämmert’s jetzte!     | Begreifst Du es jetzt endlich?                                 | W końcu rozumiesz!                                             |
| Einbrenne             | Mehlschwitze                                                   | zasmażka                                                       |
| Gabeljerge            | Gabeljürge                                                     | potocznie Fontanna Neptuna (wzniesiona w roku 1732)            |
| Huxt                  | Hochzeit                                                       | ślub                                                           |
| Kiepe                 | Hut                                                            | kapelusz                                                       |
| Kließla               | Kloß                                                           | kluska                                                         |
| kumm ocke             | Komm doch!                                                     | No, chodź!                                                     |
| Mohbaabe              | Mohnkuchen – dosł. makowiec; pogardliwe odniesienie do kobiety | Mohnkuchen – dosł. makowiec; pogardliwe odniesienie do kobiety |
| Oberrüben             | Kohlrabi                                                       | kalarepa                                                       |
| ock(e) (Na heer ock!) | nur/bloß (Na hör bloß!)                                        | tylko (Słuchaj tylko!)                                         |
| Pauer                 | Bauer                                                          | rolnik                                                         |
| Plimpelwuscht         | Blutwurst                                                      | kaszanka                                                       |
| Schläsinger           | Schlesier                                                      | Ślązak                                                         |
| Streeselkucha         | Streuselkuchen                                                 | ciasto z kruszonką                                             |
| Usinger               |                                                                | popularne określenie Ślązaków                                  |
| Würger                | Schal lub Krawatte                                             | szalik lub krawat                                              |
| Zassl                 | Straßenjunge                                                   | ulicznik                                                       |
| zwee                  | zwei                                                           | dwa                                                            |

## Przykład
Ach Zutabarg! Du schiener, blooer Hübel,

Du bist urnar a Wächter uf em Turm,

Du meld’st uns iglich Guttes, iglich Übel,

Du meld’st uns Rägen, Sunneschein und Sturm.

Wie uffte ha ihch nich gelinzt aus meinem Stübel,

Nach dir gelinzt und deiner Ohnefurm:

Denn warschte bloo, do kunnt ma Rägen spieren,

Und warschte groo, do gingen ber spazieren.

## Poeci gwary wrocławskiej
- Karl von Holtei
- Hugo Kretschmer
- Marie Oberdieck